# Institut supérieur de l'aéronautique et de l'espace
Pour les articles homonymes, voir ISAE.
L’Institut supérieur de l'aéronautique et de l'espace dont l'acronyme est ISAE-SUPAERO est une école d'ingénieurs française spécialisée dans le domaine de l'aéronautique.

## Statut et organisation
L'ISAE-Supaéro est un établissement public qui résulte du rapprochement de l’École nationale supérieure d'ingénieurs de constructions aéronautiques (Ensica) et de l'École nationale supérieure de l'aéronautique et de l'espace (Supaéro).
Placé sous la tutelle du ministère de la Défense, tutelle exercée par la direction générale de l'Armement (DGA), l'Institut a le statut d’établissement public à caractère scientifique, culturel et professionnel (EPSCP) de type grand établissement. Il est habilité par la Commission des titres d'ingénieur à délivrer deux diplômes d’ingénieur sanctionnant le cursus ingénieur ISAE-Supaéro (sous statut étudiant) et le cursus ingénieur Groupe ISAE (sous statut apprenti). L’ISAE-Supaéro délivre également sous son sceau des diplômes nationaux de doctorat et master et des diplômes propres d'établissement de spécialisation post-master (mastères spécialisés) accrédités par la Conférence des grandes écoles.

## Quelques anciens élèves
- Raoul Badin, S1910, inventeur du badin, instrument permettant de mesurer la vitesse d’un avion.
- Henri Coandă, S1910, créateur roumain du premier avion à réaction.
- Henry Potez, S1911, constructeur d’avions.
- Marcel Dassault, S1913, constructeur d’avions, fondateur de Dassault Aviation.
- Mikhail Gourevitch, S1913, concepteur des avions MiG (Mikoyan-Gourevitch)
- André Lefebvre, S1914, ingénieur aéronautique et automobile, concepteur chez Citroen, créateur de la Traction avant, de la 2 CV et de la DS
- Maurice Hurel, S1921, constructeur d'avions.
- Alexander Kartveli, S1922, originaire de Géorgie, expatrié en France puis aux États-Unis, concepteur entre autres des Seversky P-35, P-47 Thunderbolt, F-84 Thunderjet et Thunderflash et F-105 Thunderchief.
- René Couzinet, S1927, constructeur d’avions.
- Henri Ziegler, X1926, S1931, grand résistant, chef d'état-major des FFI, officier de l’Armée de l'air et pilote d'essai, ancien directeur de Breguet Aviation et de l’Aérospatiale.
- Henri Desbruères, X1927, S1932, ancien président de la Snecma et ancien président de Bull-General Electric.Pierre Satre, X1929, S1934, ingénieur aéronautique, créateur de la Caravelle, premier avion de ligne à réaction français.
- François Hussenot, X1930, S1935, inventeur de la boîte noire, mort en mission peu après.
- Jean Boulet, X1940, S1944, ancien pilote d'essai d'avions et d'hélicoptères, connu pour avoir entre autres battu de nombreux records.
- Serge Dassault, X1946, S1951, ingénieur de l'armement, ancien président du groupe Dassault, sénateur, maire de Corbeil-Essonnes de 1995 à 2009, fils de Marcel Dassault, lui-même S1913 (voir supra).
- Jean Pinet, S1952, ingénieur, pilote de chasse, instructeur pilote de ligne, administrateur français et pilote d'essais Concorde (le 1er  octobre 1961 lorsque Concorde franchit Mach 1[4]) .
- Francis Bernard, S 1963, père de CATIA, fondateur de Dassault Systèmes.
- Jean-François Bigay, S 1967, premier président exécutif d'Airbus Helicopters[5].
- Rachid BenMokhtar Benabdellah, E1967, ministre de l’Éducation nationale du Maroc (1995-1998 et depuis 2013) [6]
- Jean-Claude Laprie (1944-2010), E1968, directeur de recherche au CNRS, ancien directeur du LAAS-CNRS, médaille d'argent du CNRS
- Pierre-Henri Gourgeon, X1965, S1970, pilote de chasse, ingénieur général de l’armement, directeur général de l'Aviation civile entre 1990 et 1993, directeur général exécutif du groupe Air France-KLM de 2009 à 2011.
- Bernard Ramanantsoa, S1971, directeur général d’HEC jusqu'en 2015.
- Laurent Collet-Billon, S1974, délégué général pour l'Armement.
- Jean-Paul Herteman, X1970, S1975, ingénieur de l'armement, président du directoire du groupe Safran.
- Didier Evrard, MS Supaéro 1976, ECL, Executive Vice Président Airbus et Directeur du programme Airbus A350
- Jean-François Clervoy, X1978, S1983, spationaute (trois vols à bord de la navette spatiale américaine).
- Franck Poirrier, X1979, S1984, ingénieur général de l'Armement, Président Directeur Général de Sodern
- Pascal Vasselon, S1985, Directeur F1 de Michelin Competition de 2000 à 2004, et Directeur technique de Toyota Motorsport depuis 2010[7].
- Alain Bellemare (en), E1985, P.D-G de Bombardier Inc.
- Marwan Lahoud, X1984, S1989, directeur général délégué à la stratégie et au marketing du groupe Airbus et président du GIFAS.
- Nicolas Sekkaki, S1990, président d'IBM France depuis le 1er juillet 2015[8].
- Guillaume Faury, X1990, S1992, Président-directeur général d'Airbus Group depuis 2019.
- Thomas Pesquet, S2001, ingénieur au CNES, pilote de ligne et astronaute (à bord de la Station spatiale internationale du 19 novembre 2016 au 2 juin 2017, et du 23 avril 2021 au 8 novembre 2021).
- Sophie Adenot, E2003, première femme pilote d'essai d'hélicoptère dans l'Armée de l'air et astronaute de l'European Space Agency depuis le 22 novembre 2022.
- Luca Parmitano, Mastère IEVEx ISAE 2009, italien, pilote de chasse, spationaute de l'ESA
- Vincent Lecrubier, S2011, kayakiste de haut niveau (7e en K2 500 m (finaliste) aux JO 2008 à Pékin).

## Classements
Classements nationaux (classée en tant qu'ISAE Supaéro au titre de son diplôme d'ingénieur)
| Nom                | Année | Rang  |
| ------------------ | ----- | ----- |
| DAUR Rankings      | 2024  | 7     |
| L’Étudiant         | 2022  | 11-13 |
| L’Usine Nouvelle   | 2025  | 7     |
| Le Figaro Étudiant | 2025  | 5     |

Classements internationaux (classée en tant qu'ISAE Supaéro)
| Nom  | Année     | Rang (monde) | Rang (France) |
| ---- | --------- | ------------ | ------------- |
| CWUR | 2021-2022 | 1768         | 75}           |

## Recherche
En 2017, l'ISAE-Supaéro investit neuf millions d'euros afin de s'équiper de la plus grande soufflerie aéro-acoustique universitaire au monde. L'ambition de ce nouvel équipement et des moyens de simulation numérique associés est d'accompagner les industriels dans la conception d'aéronefs plus silencieux.
En 2019, l'école se dote d'un supercalculateur affichant une puissance de calcul de 206 téraflops. L'objectif est de pouvoir mener en interne des travaux de recherche en aérodynamique, en résistance des matériaux et en intelligence artificielle. Le supercalculateur est nommé Pando après l'organisme vivant du même nom, réputé pour être considéré comme l'organisme le plus lourd et le plus âgé de la planète.
Le département "Conception et Conduite des véhicules Aéronautiques et Spatiaux" (DCAS) de l'ISAE-Supaéro dispose d'un Centre des Opérations Aériennes à l'aérodrome de Toulouse - Lasbordes depuis lequel il exploite une flotte de neuf avions notamment dédiés à des activités de recherche dans le domaine des neurosciences.